# Social Futebol Clube
Maillots
Le Social Futebol Clube est un club brésilien de football de la ville de Coronel Fabriciano dans l'État du Minas Gerais.

## Palmarès
- Championnat du Minas Gerais Módulo II (deuxième division) : 1996, 2007
- Championnat du Minas Gerais Segunda Divisão (troisième division) : 1995